# Радченко Степан Іванович
Степан Іванович Радченко (7 лютого 1869, Конотоп — 24 серпня 1911, Санкт-Петербург) — український діяч російського революційного руху 1890 року, член групи Бруснєва.
Один з організаторів петербурзького «Союзу боротьби за звільнення робітничого класу». Делегат I з'їзду РСДРП (1898), член першого ЦК РСДРП. Учасник організаційної наради щодо створення газети Іскра у Пскові. Один з перших соратників Володимира Ульянова.

## Біографія
Народився 7 лютого 1869 року в Конотопі в родині дрібного лісопромисловця Івана Леонтійовича Радченка та малограмотної Ірини Федорівни Родіонової. Після закінчення Київського реального училища приїхав у Петербург у 1887 році, де поступив до Петербурзького технологічного інституту. Здобув спеціальність «Інженер».
У 1893 році С.Радченко обвінчався з Любов'ю Миколаївною Баранською.
Восени 1893 року знайомиться в Петербурзі з Володимиром Ульяновим. Згодом саме від Степана Радченка революціонерка Надія Крупська вперше почує про Володимира Ульянова.
У березні 1898 року брав участь у I з'їзді РСДРП у Мінську, на якому був обраний членом ЦК. Піддавався арештам: у 1904 році був засланий до Вологди, звільнений в жовтні 1905 року.
З 1906 року від партійної роботи відійшов.

### Сім'я
- Старший брат Іван Іванович Радченко, учасник трьох революцій.
- Дружина — Любов Миколаївна Баранська (1869—1962).
- Дві дочки від шлюбу з нею — Євгенія та Людмила, 1894 і 1895 років народження.

## Пам'ять
- У Колпіно (місто у складі Калінінського району міста федерального значення Санкт-Петербурга) є вулиця Братів Радченко.
- У Конотопі на вулиці Генерала Тхора, 111 розташована пам'ятка історії — Будинок, в якому народилися та провели дитячі і юнацькі роки революційні діячі — брати Радченко С. І. та Радченко І. І. (початок ХХ століття).[4]